# Marussja Tschuraj

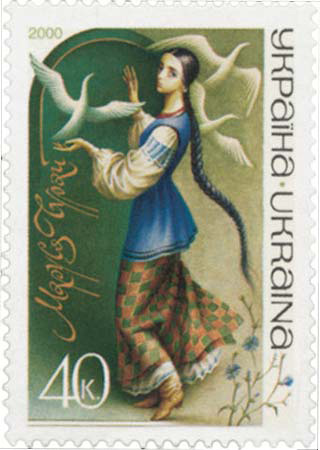
Marussja Tschuraj auf einer ukrainischen Briefmarke

Marussja Tschuraj (ukrainisch Маруся Чурай) ist eine legendäre ukrainische Dichterin und Sängerin.

## Ursprung und Entwicklung der Legende
Der ukrainischen mündlichen Überlieferung zufolge wurde sie als Tochter einer Kosakenfamilie in Poltawa geboren und lebte von 1625 bis 1653. Ihr Vater, Hordij Tschuraj, beteiligte sich angeblich am Pawljuk-Aufstand (siehe Liste von Kosakenaufständen) und wurde 1638 zusammen mit anderen Kosakenführern in Warschau hingerichtet. Marussja soll eine Liebesbeziehung mit Hryhori Bobrenko, einem Standartenträger eines Poltawer Regiments, geführt haben. Als sie entdeckte, dass er einer anderen Frau einen Heiratsantrag gemacht hat, vergiftete sie ihn mit einem Trank aus magischen Kräutern und soll dafür hingerichtet worden sein. Das Marussja zugeschriebene Volkslied Oj ne chody, Hryzju (Oh, geh nicht, Hryhori), insbesondere seine letzte Strophe, die ihre direkte Rede enthält, lässt darauf schließen, dass es sich um einen vorsätzlichen Racheakt handelte, mit dem er dafür bestraft werden sollte, dass er zwei Frauen gleichzeitig liebte.
Die Ursprünge von Marussja Tschurajs Legende lassen sich auf das Manuskript Geschichte der Rus zurückführen. In der Geschichte wird die Hinrichtung des Adjutanten eines Kosakenregiments namens Tschuraj erwähnt. 1831 veröffentlichte Ismail Sresnewski in seinem Almanach Saporoschskaja starina (Saporoger Altertum) Auszüge aus der Geschichte der Rus, darunter die Szene der Hinrichtung. Zusammen mit den Auszügen veröffentlichte er literarische Mystifikationen, die auf der Geschichte der Rus basieren und als ukrainische Volkslieder präsentiert wurden. Am Ende des Jahrzehnts war der Mythos seiner Tochter Marussja, der Autorin ukrainischer Volkslieder, geboren.
1839 veröffentlichte der russische Dramatiker Alexander Schachowskoi einen
Kurzroman mit dem Titel Marussja, malorossijskaja Safo (Marussja, die kleinrussische Sappho), in dem er eine detaillierte Biografie von Marussja Tschuraj vorstellte, die ihm angeblich von einem alten Kirchendiener erzählt worden war. In Wirklichkeit nutzte Schachowskoi die Handlung eines beliebten ukrainischen Liedes über ein verratenes Mädchen, das ihren Geliebten vergiftete, um die Biografie von Marussja zu rekonstruieren, einschließlich des Geburtsjahres, den Namen ihrer Eltern und der Einzelheiten ihres Gerichtsprozesses.
Keines dieser Details konnte von der Geschichtsforschung bestätigt werden, bis der Literaturwissenschaftler Jurij Kaufman 1973 in Moskau eine Kopie eines Gerichtsprotokolls aus Poltawa veröffentlichte, das angeblich vom ukrainischen Dichter Iwan Chomenko in der Bibliothek der Akademie der Wissenschaften in Kiew gefunden worden war. Zu der Zeit als das Dokument, dessen Echtheit von Fachleuten angezweifelt wurde, veröffentlicht wurde, war Chomenko seit fünf Jahren verstorben. Ein Teil der Bibliothek der Akademie der Wissenschaften, in der sich angeblich das Dokument befand, wurde 1964 durch einen Brand zerstört. Die politische Dissidentenschaft der Ukraine glaubte, dass es sich hierbei um eine vorsätzliche Brandstiftung des KGB handelte, die darauf abzielte, einen wichtigen Teil des ukrainischen Kulturerbes zu zerstören.

## Werke und Rezeption
Gemäß der Überlieferung wird Marussja die Urheberschaft von Volksliedern wie Saswit wstaly kosatschenky (In der Dämmerung standen die Kosaken auf) und Kotylyssja wosy s hory (Die Karren rollten den Berg hinunter) zugeschrieben. Die Legende von Marussja Tschuraj, der vielleicht ersten ukrainischen Dichterin der Geschichte, hat im 19. und 20. Jahrhundert ukrainische, polnische, und russische literarische Werke hervorgebracht. Das Bild von Marussja ist in der ukrainischen Nationalvorstellung das einer kulturellen Heldin.
Das Lied Oh, geh nicht, Hryhori wurde in etwa 10 ukrainischen Romanen, mehreren Theaterstücken und Gedichten verwendet, darunter Mychajlo Staryzkyjs gleichnamiges Drama, Olha Kobyljanskas U nedilju rano sillja kopala (Sonntagfrüh sammelte sie Kräuter, 1909), und Lina Kostenkos Versroman Marussja Tschuraj (1979). Das Lied wurde im 19. Jahrhundert auch ins Französische und Deutsche übersetzt. Eine Sammlung von Marussja zugeschriebenen Liedern mit einer biografischen Skizze wurde von Leonid Kaufman 1967 unter dem Titel Diwtschyna s lehendy – Marussja Tschuraj (Das Mädchen aus einer Legende – Marussja Tschuraj) veröffentlicht.

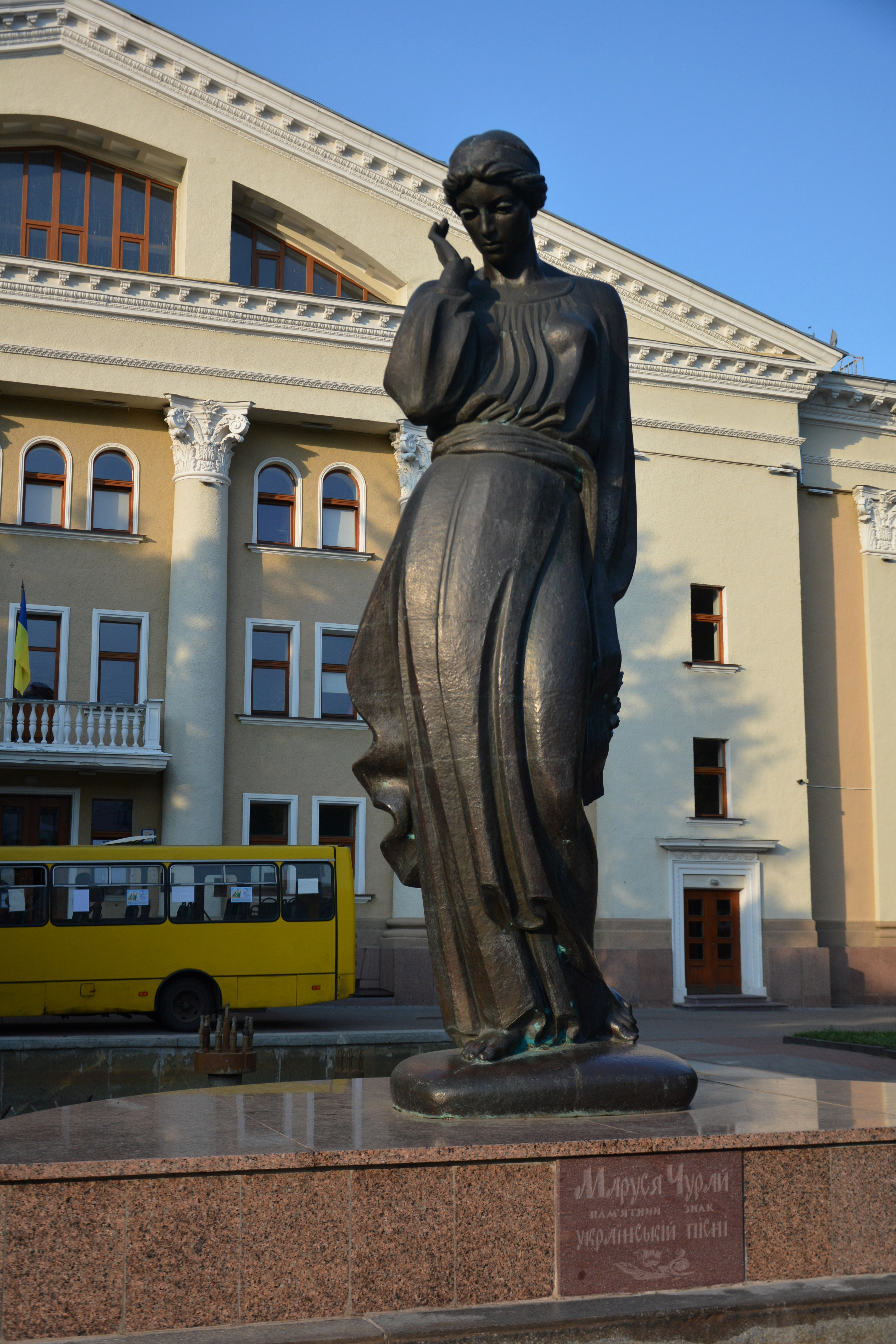
Statue von Marussja Tschuraj in Poltawa

Die ukrainische Schriftstellerin Jewhenija Kononenko griff den nationalen Mythos um Marussja 1992 in ihrer Kurzgeschichte Sonntagfrüh auf. Durch eine intertextuelle Auseinandersetzung mit Olha Kobyljanskas Werk über Marussja wurde es für die frühe postsowjetische Zeit der Ukraine umgeschrieben und damit die Grenzen dieses Mythos getestet. 1999 schrieb Kononenko einen kulturwissenschaftlichen Essay um den ukrainischen Kult um Marussja. Darin wies Kononenko darauf hin, dass Marussjas Status als kulturelle Heldin weniger auf ihrer dramatischen Liebesgeschichte, sondern eher auf ihrem Ruf als talentierte Schreiberin von Volksliedern beruht:

„In der ukrainischen Kultur gilt nicht nur die Literatur (und insbesondere die Poesie) als heilig, sondern auch ihre „Mutterahnin“ – das Volkslied. Die Ukraine ist eine singende Nation. Das Lied ist die Seele des ukrainischen Volkes. Die ukrainische Sprache klingt wie „das Lied, das von Nachtigallen gesungen wird.“ ... Die singenden Stimmen der Ukraine sind der Stolz unseres Mutterlandes. Die Liste ähnlicher Klischees zum Thema über das „Lied“ kann immer weitergehen. „Die singende Ukraine“ ist eine stabile Metapher, die sich in ein festes Stereotyp verwandelt hat. Es ist nur natürlich, dass eine der ersten Nationalheldinnen der Ukraine im chronologischen Sinne die legendäre Autorin von Volksliedern, Marussja Tschuraj, ist.“

In ihrem Essay beschreibt Kononenko einige der literarischen Versuche, ein durch und durch heroisches Bild von Marussja in verschiedenen Epochen zu schaffen.  Im 19. Jahrhundert verwandelte sie sich von „einer betrogenen Geliebten, die ihren Kummer in lyrischen Balladen ausgegossen hat“ zur „Autorin heroischer Lieder, die das ukrainische Volk dazu inspirierten, gegen seine Unterdrücker zu kämpfen.“ In der sowjetischen Zeit wurde das Bild Hryhoris zu dem eines untreuen Feiglings umgestaltet, „anscheinend ein Volksfeind“, wie Kononenko anmerkte. In Lina Kostenkos Versroman wurde der Mythos um Marussja nationalistisch umgeschrieben, wonach die Vergiftung Hryhoris ein Unfall war. Trotz ihrer unterschiedlichen ideologischen Grundlagen überschatten und/oder entschädigen Marussjas Schriftstellerpersönlichkeiten ihr privates Drama mit Hryhori und ihr Verbrechen wird als entschuldbarer Akt der Leidenschaft, eine verdiente Strafe des Schicksals, und/oder einen tragischen Fehler neu interpretiert.
Im April 2006 wurde neben dem Akademischen Musik- und Schauspieltheater in Poltawa eine 3,5 Meter hohe Statue von Marussja errichtet.